# The Lost Years
The Lost Years è un album raccolta dei King Kobra, uscito il 22 giugno 1999 per l'Etichetta discografica Cleopatra/Deadline Records.

## Tracce
1. Mean Street Machine (Appice, Phillips) 4:25
2. Fool in the Rain (Appice, Diamond, Slick)	4:33
3. Young Hearts Survive (Appice, Free, Phillips) 3:59
4. Your Love's a Sin (Appice, Free, Sweda, Torien, Vincent) 3:45
5. #1 (Appice, Phillips) 5:07
6. Walls of Silence (Northup) 5:20
7. Lonely Nites (Appice, Phillips) 4:44
8. Red Line (Appice, Phillips) 4:05
9. Perfect Crime (Edwards, Hart, Hicks, Northup) 3:55
10. Overnite Love Affair (Appice, Diamond, Slick) 4:00
11. Poor Boy (You Are My Life) (Appice, Diamond, Ramerez) 4:40

## Formazione
- Marcie Free - voce
- Marq Torien - voce
- Johnny Edwards - voce
- David Michael Philips - chitarra
- Mick Sweda - chitarra
- Jeff Northrup - chitarra
- Johnny Rod - basso
- Larry Hart - basso
- Carmine Appice - batteria